# Clint Easton
Clint Jude Easton (Barking, 1º ottobre 1977) è un ex calciatore inglese, di ruolo difensore, centrocampista.

## Carriera

### Club
Terzino sinistro, può giocare come esterno sulla medesima fascia. Vanta quasi 250 presenze in tutte le competizioni inglesi, solo 18 nella massima divisione inglese.

### Nazionale
Ha partecipato ai Mondiali Under-20 del 1997.

## Palmarès

### Club

#### Competizioni nazionali
- Campionato inglese di terza divisione: 1

Watford: 1997-1998